# Il sorprendente album d'esordio de I Cani
| Recensione           | Giudizio |
| -------------------- | -------- |
| OndaRock             |          |
| Il Mucchio Selvaggio | misto    |
| Storia della musica  |          |
| Indie for Bunnies    |          |

Il sorprendente album d'esordio de I Cani è l'album di debutto de I Cani, pubblicato il 3 giugno 2011 dall'etichetta 42 Records in formato digitale e il 10 giugno successivo in formato CD, distribuito da Audioglobe.

## Registrazione
Il disco è stato prodotto e mixato da Giacomo Fiorenza e masterizzato da Andrea Suriani all'Alpha Dept. Studio di Bologna. L'introduzione Theme from the Cameretta e Il pranzo di Santo Stefano sono state registrate a casa dell'autore, mentre le altre tracce sono state registrate nello studio del centro musicale Blue Notes di Roma. Al disco hanno collaborato Cristiano Luciani conosciuto con lo pseudonimo di Cris X e Marcello Newman dei Jacqueries al pianoforte.

## Copertina e titolo
La foto sulla copertina del disco è stata scattata da Lorenzo Tordelli e Paola Schiattarella. Contessa ha dichiarato che «è un richiamo, come tutto il disco, è un ritratto duro dell’adolescenza, di come sia difficile avere venti anni. Adesso come prima, non volevo che passasse il concetto per cui ora essere adolescenti sia più difficile di prima. Anche se, tra social network e tutto il resto, in fondo lo credo anch’io.» In merito al titolo Contessa si pronuncia dicendo: «Chiamare il disco in quel modo è stato essenzialmente un modo ironico per esorcizzare la pressione che si era creata.» Sulle gambe della ragazza legata c’è scritto "sono pronta a tutto".

## Pubblicazione
Dal 3 giugno l'album viene reso disponibile in formato digitale sul sito dell'etichetta indipendente 42 Records e su iTunes, nella cui classifica raggiunge il 16º posto degli album più venduti già il giorno seguente. Viene messa in vendita anche una tiratura limitata a 500 copie del vinile.
Il 10 giugno 2011 l'album, distribuito da Audioglobe, viene reso disponibile per l'acquisto nei negozi di dischi.

## I brani
- Door Selection: L'amico scrittore che «vale quanto due esami» è Daniele Strauss.[e chi è?][15]
- Post punk: viene censurato il titolo della rivista musicale italiana Blow Up.
- Roma Nord: nell'album successivo, Glamour, è presente la traccia Roma Sud sempre realizzata in collaborazione con Cris X.
- Perdona e dimentica: contiene un estratto del film omonimo diretto da Todd Solondz.[5]
- Wes Anderson: si riferisce ai film del regista statunitense Wes Anderson.

### Singoli
L'8 giugno viene presentato in esclusiva sul sito di Wired il videoclip del primo singolo, Hipsteria, un collage di fotografie realizzato dal collettivo Art Cock scattate ed elaborate esclusivamente con l'applicazione per iPhone Hipstamatic. Oltre ad essere un voluto omaggio al cortometraggio del 1962, La jetée di Chris Marker, a cui si ispirò Terry Gilliam per L'esercito delle 12 scimmie, viene presentato come una riflessione sul significato dell'immagine ai tempi dei social network e come una storia che corre parallela a quella raccontata nella canzone. La bassa qualità di immagine e l'atipicità rispetto ai videoclip contemporanei sono aspetti voluti dal cantautore. Inoltre l'utilizzo dell'iPhone, oltre a essere meno dispendioso, ha permesso di riprendere laddove con una cinepresa professionale ci sarebbero state più difficoltà, sia pratiche che di montaggio. Il brano è stato scritto per esprimere le difficoltà degli adolescenti odierni, dediti nel dover gestire un'immagine di sé stessi attraverso "vetrine" virtuali come i social network.
Il 5 ottobre viene pubblicato sul canale ufficiale YouTube del gruppo il video del secondo singolo Velleità. Il videoclip, prodotto da Zinzer Production e dal progetto "Sporco Impossibile", è diretto da Daniele Babbo detto DaNdADDy, già regista di video come Cara catastrofe di Le luci della centrale elettrica, Gomma dei Baustelle e Saldati di Dente. Il video viene presentato come un «road movie inquietante» e una citazione del videoclip di Wrong dei Depeche Mode e del film Drive.
Il 12 febbraio viene pubblicato sul canale ufficiale YouTube della band il videoclip di Perdona e dimentica diretto da Lorenzo Muto e prodotto da Davide Caucci utilizzando le riprese effettuate durante il tour dell'anno precedente. È un omaggio ai Pop-Up Video tipicamente anni novanta, la cui grafica è stata curata da Simona De Luca. Nei pop-up viene scritto scherzosamente: «I Cani si sono formati nel 1998 a un concerto dei Morcheeba sebbene i due tastieristi si conoscessero già dalle elementari» «Nessuna delle persone filmate in questo video ha firmato una liberatoria. Non si fa.» «Il pubblico dei Cani ha in media 12 anni e mezzo.»

## Riconoscimenti
L'album raggiunge la terza posizione nella categoria "Opera prima (per un cantautore)" delle Targhe Tenco dietro a L'ombra della mosca di Cristiano Angelini e Make Me a Picture of the Sun di Carlot-ta.

## Tracce
1. Theme from the cameretta – 1:42
2. Hipsteria – 3:42
3. Door Selection – 2:46
4. Le Coppie – 3:08
5. Il pranzo di Santo Stefano – 2:09
6. Post Punk – 4:43
7. Velleità – 4:47
8. Roma Nord (feat. Cris Ex) (feat. Cris Ex) – 2:13
9. I pariolini di diciott'anni – 3:47
10. Perdona e dimentica – 3:36
11. Wes Anderson – 4:14

## Formazione
- Niccolò Contessa - voce, tastiera
- Cristiano Luciani (Cris Ex) - elettronica
- Marcello Newman - pianoforte